# East Kameng
Der Distrikt East Kameng (East engl. für „Ost“) ist ein Distrikt im indischen Bundesstaat Arunachal Pradesh. Sitz der Distriktverwaltung ist Seppa. Der zugehörige Hierarchische Administrative Subdivision-Code (HASC) lautet: IN.AR.EK.

## Geschichte
Das Gebiet stand jahrhundertelang nominell unter tibetischer Herrschaft. Die McMahon-Linie schlug das Gebiet Britisch-Indien zu und es wurde von Assam aus verwaltet. Da die Chinesen die Shimla-Konvention im Jahr 1914 nicht unterschrieben hatten, betrachten sie das Gebiet als Teil Tibets (Südtibet) und somit Chinas. Die Briten und danach die Inder verwalteten das Gebiet als Teil der North-East Frontier Tracts (ab 1951 North-East Frontier Agency). Es war bis 1948 Teil des 1919 gegründeten Balipara Frontier Tracts und trug zwischen 1948 und 1954 den Namen Sela Sub Agency. Dann wurde das Gebiet in Kameng Frontier Division umbenannt. Seit einer weiteren Umbenennung 1965 trug dieser Distrikt den Namen Kameng Distrikt. Die sich widersprechenden Gebietsansprüche führten 1962 zum Indisch-Chinesischen Grenzkrieg und der kurzzeitigen Besetzung durch die Volksrepublik China. Im Jahr 1980 spaltete sich der Distrikt Kameng in die beiden Distrikte East Kameng und West Kameng auf. Der südliche Teil des Distrikts East Kameng, die Circles Dissing-Passo, Pakke-Kessang, Pizirang (Veo) und Seijosa, wurde 2018 abgetrennt und zum Distrikt Pakke-Kessang.

## Geografie
Der Distrikt East Kameng liegt im Westen von Arunachal Pradesh im Vorderen Himalaya. East Kameng grenzt im Westen an die Distrikte West Kameng und Tawang, im Nordwesten an Tibet, im Norden und Nordosten an den Distrikt Kurung Kumey, im Osten und Südosten an den Distrikt Papum Pare sowie im Süden an den Distrikt Pakke-Kessang. Der Distrikt reicht im Norden bis zum Himalaya-Hauptkamm, entlang welchem die Grenze zu Tibet verläuft. Der Fluss Kameng durchfließt den Distrikt in südlicher Richtung und entwässert diesen zum Brahmaputra. Im Südwesten befindet sich das Pakhui-Tigerreservat. Beinahe das gesamte Distriktsgebiet ist bewaldetes Bergland. Im äußersten Süden erstreckt sich das Tiefland von Assam. Die wichtigsten Flüsse sind der Kameng und sein Nebenfluss Bichom.

## Bevölkerung

### Übersicht
Nach der Volkszählung 2011 hatte der Distrikt East Kameng in seinen damaligen Grenzen 78.690 Einwohner. In den heutigen Grenzen waren es 63.332 Einwohner. Bei 22 Einwohnern pro Quadratkilometer ist der Distrikt nur dünn besiedelt. Die Bevölkerungsentwicklung ist typisch für Indien. Zwischen 2001 und 2011 stieg die Einwohnerzahl um 42,8 Prozent. Der Distrikt ist mehrheitlich ländlich geprägt und hat eine unterdurchschnittliche Alphabetisierung. Es gibt keine Dalits (scheduled castes), aber sehr viele Angehörige der anerkannten Stammesgemeinschaften (scheduled tribes).

### Bevölkerungsentwicklung
Wie überall in Indien wächst die Einwohnerzahl im Distrikt East Kameng seit Jahrzehnten stark an. Die Zunahme betrug in den Jahren 2001–2011 rund 13 Prozent (12,53 %). In diesen zehn Jahren nahm die Bevölkerung um mehr als 9300 Menschen zu. Die genauen Zahlen verdeutlicht folgende Tabelle:

### Bedeutende Orte
Im Distrikt gibt es mit dem Hauptort Seppa nur einen einzigen Ort, der als Stadt (town oder census town) gilt. Deshalb ist der Anteil der städtischen Bevölkerung im Distrikt eher tief. Denn nur 18.350 der 63.332 Einwohner oder 28,97 % leben in städtischen Gebieten.

## Bildung
Trotz bedeutender Anstrengungen ist das Ziel der vollständigen Alphabetisierung noch weit entfernt. Es bestehen starke Unterschiede bei der Alphabetisierung zwischen den Geschlechtern und der Stadtbevölkerung und der Einwohnerschaft auf dem Land. Während 6 von 7 männlichen Personen unter der Stadtbevölkerung lesen und schreiben können, liegt die Alphabetisierung der weiblichen Landbevölkerung bei 4 von 9 Personen. Den Stand der Alphabetisierung zeigt die folgende Tabelle:
| Alphabetisierung im Distrikt East Kameng |                   |                   |
| Einheit                                  | Volkszählung 2011 | Volkszählung 2011 |
| Einheit                                  | Anzahl            | Anteil            |
| GESAMT                                   | 30.698            | 59,65 %           |
| Männer                                   | 17.359            | 68,49 %           |
| Frauen                                   | 13.339            | 51,07 %           |
| STADT GESAMT                             | 11.535            | 77,10 %           |
| Stadt-Männer                             | 6496              | 85,90 %           |
| Stadt-Frauen                             | 5039              | 68,09 %           |
| LAND GESAMT                              | 19.163            | 52,50 %           |
| Land-Männer                              | 10.863            | 61,09 %           |
| Land-Frauen                              | 8300              | 44,34 %           |
| Quelle: Ergebnis der Volkszählung 2011   |                   |                   |

## Verwaltungsgliederung
East Kameng besteht aus den drei Sub-Divisionen Bameng (mit den Circles Bameng, Khenewa und Lada), Chayangtalo (mit den Circles Chayangtalo, Gyawe-Purang, Pipu-Dipu und Sawa) und Seppa (mit den Circles Bana, Pakoti, Richukrong und Seppa).